# Say Say Say
"Say Say Say" é uma canção dos cantores Paul McCartney e Michael Jackson, produzido por George Martin em 1983. Foi lançada no álbum Pipes of Peace, e foi o segundo dueto de sucesso entre McCartney e Jackson, sendo o primeiro "The Girl Is Mine". É o nº 35 no Billboard's All Time Top 100. Michael Jackson conheceu o rancho Neverland quando foi visitar Paul McCartney, que estava no local filmando o videoclipe. 

## Clipe
O clipe teve participações de Linda McCartney, Mr.T e La Toya Jackson, e foi filmado no Union Hotel e em Victorian Mansion in Los Alamos, California. Em 1985 o mesmo foi veiculado no mundo inteiro.